# Waterraket

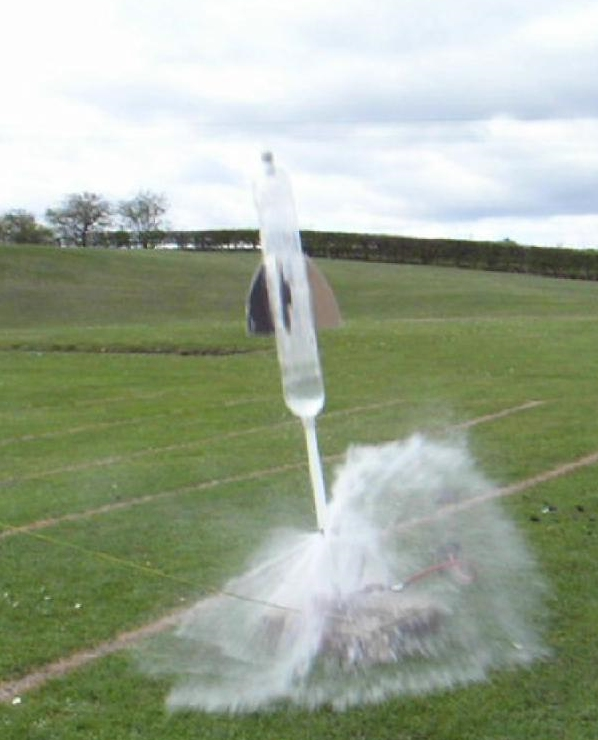
Lancering van een waterraket.

Een waterraket (ook wel pet-raket) is een raket gemaakt van een petfles. De voortstuwing vindt plaats door de petfles voor ongeveer ⅓ te vullen met water en de rest van de fles onder druk te zetten met behulp van een fietspomp. De fles wordt ondersteboven gelanceerd.
Een waterraket wordt wel gebruikt om te experimenteren met de aerodynamica, thermodynamica en andere vlakken van de natuurkunde.

## Bouw en lancering

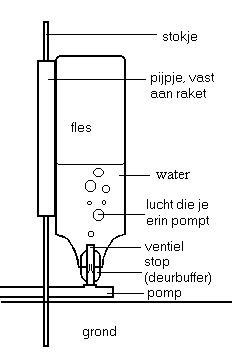
Schematisatie van een waterraket

Eerst wordt het etiket en een eventuele plastic rand onderaan de fles verwijderd. Men steekt een fiets- of autoventiel in een rubber kurk die met voldoende wrijving in de hals van de petfles past. Tegen de zijkant van de fles wordt een geleider (bijvoorbeeld stuk pvc-buis) gemonteerd. Verder heeft men een stok nodig die soepel in en uit de geleiderbuis glijdt.
Vul de fles voor 1/3 met water, steek de kurk met ventiel in de hals (moet stroef gaan). Steek de stok loodrecht in de aarde en plaats de fles ondersteboven op de stok met de geleiderbuis. Pomp de fles op met behulp van een fietspomp totdat de stop eruit knalt en de fles ongeveer 10 tot 30 meter hoog vliegt. Een lancering is horizontaal ook mogelijk, maar hiervoor moet een groot leeg terrein beschikbaar zijn.
Het is mogelijk de kurkstop door middel van een beugel vast te zetten, waarna er meer druk op de fles gezet kan worden. Door middel van de drukmeter op bijvoorbeeld een betere fietspomp kan de druk gemeten worden. Bij de gewenste druk moet de beugel (van een korte afstand, bijvoorbeeld door middel van een touw) losgehaald worden, zodat de petfles wegschiet.
Ook kan men eventueel vinnen aan de fles bevestigen voor stabiliteit. Als het water uit de fles is gedrukt gaat een fles zonder stabilisatievinnen dwarrelen en verliest hij heel snel snelheid en hoogte. Met vinnen aan de fles gemonteerd blijft de bovenzijde van de fles gedurende de vlucht voorwaarts gericht, waardoor de luchtweerstand relatief laag blijft. Ook een eventuele verzwaring in de neus kan werken. Volgens de wet van Newton "Massa Is Traag" heeft hij dan dus wel een kleinere versnelling tijdens de lanceerfase. Maar door de grotere massa gaat daarna de snelheidsafname door luchtweerstand minder snel; het is dan mogelijk om (bijna of meer dan) 180 meter hoogte te halen.
Verder is het mogelijk om een neuskegel op de neus van de raket (dat is de bodem van de fles) te monteren voor minder aerodynamische weerstand waardoor de raket nog hoger komt. De optimale vorm voor een neuskegel is een ellips, of makkelijker, een halve bol.

## Landing
Als de raket valt en hij heeft een verzwaarde neus of vinnen, dan valt hij zeer hard naar beneden en is de kans groot dat de raket breekt of beschadigd raakt. Daarom is het soms wenselijk een parachute toe te voegen. Daartoe dient een verzwaarde neus op de fles, die iets losser zit. Daaronder zit de parachute. Als de fles op zijn hoogste punt is, zal de neus eraf vallen, waardoor de parachute uitklapt. Ook kan er een "flap" aan de zijkant van de waterraket bevestigd worden, die aan de neus vastzit met een elastiek of iets dergelijks. Als de druk weg is, zal de flap openklappen waardoor de neus eraf valt en er dus een parachute uit kan klappen. Goed materiaal om een parachute mee te maken is bijvoorbeeld een vuilniszak, stof van een paraplu, een plastic tasje of een extra groot boterhamzakje.

## Wereldrecords
Het wereldhoogterecord waterraketschieten is sinds 10 augustus 2024 in handen van Air Command Rockets uit Australie. Zij bouwden een tweetraps waterraket van koolstofvezel die werd gelanceerd naar een hoogte van 5312 feet (1,62km).
Al eerder hadden zij de tweede trap van hun raket geschoten naar een hoogte van 3155 feet (961m)

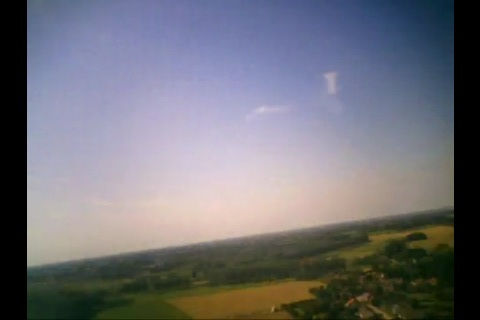
Luchtfoto vanuit de hyperon raket van team db rockets. Uitzicht over Neerrepen

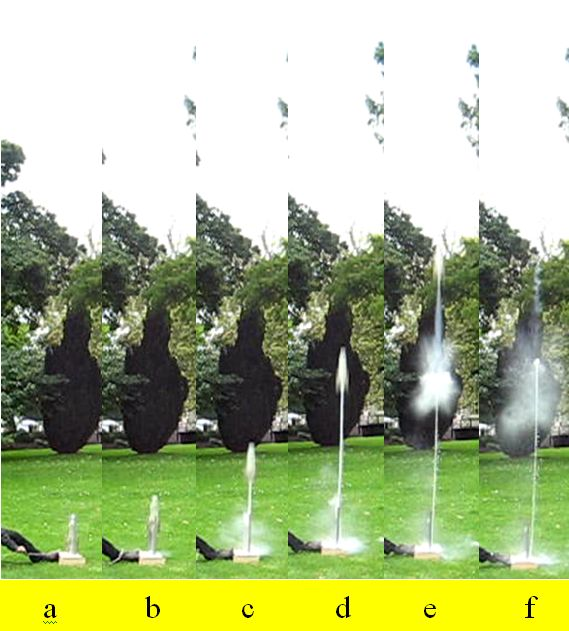
Lancering van een waterraket. Bij a wordt de startblokkering verwijderd. Bij e wordt het laatste water uitgestoten, wat door de inmiddels verkregen opwaartse snelheid nog een eindje mee omhoog beweegt. Tussen a en e verloopt circa 0,1 seconde bij toepassing van een raketvolume van ca 1.5 liter, een normale flessenhals en een vuldruk van tussen 5 en 10 bar

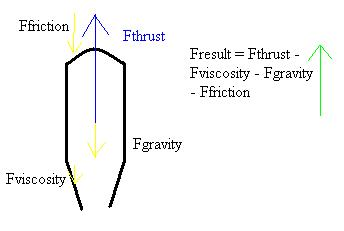
Waterraketkrachten

Het duurvlucht-wereldrecord of class c record is in handen van het Nederlandse team [D&P]Rockets* met een gemiddelde vluchttijd van 1.47 minuten met hun "Project 1.5".
Het wereldrecord van de meeste waterraketten tegelijk afschieten ligt in handen van de Nederlandse scholier Boyan Slat van Gotta Launch. Op 19 juni 2009 heeft hij in een keer 213 waterraketten afgeschoten. Hiermee heeft de jongen een vermelding verdiend in het Guinness Book of World Records.
Voor het lanceren had hij onder andere hulp gehad van studenten van de TU Delft en het Grotius College.

## Natuurkundige werking
Een waterraket werkt door middel van de derde wet van Newton: {\displaystyle {\vec {F}}_{actie}=-{\vec {F}}_{reactie}}. Het drukvat (in de meeste gevallen de fles) wordt onder druk gezet. Hierdoor ontstaat er overdruk: de druk in de fles is groter dan de buitenluchtdruk. Als de raket wordt gelanceerd, dan drukt het samengeperste gas het water naar buiten, waardoor een kracht in tegengestelde richting op de fles wordt uitgeoefend volgens de derde wet van Newton. Als deze kracht groter is dan de zwaartekracht, dan is er een resulterende kracht naar boven.
Een resulterende kracht naar boven zorgt (volgens de tweede wet van Newton) voor een acceleratie naar boven, namelijk:
{\displaystyle {\vec {F}}_{res}=m{\vec {a}}}.
Hierdoor zal de raket stijgen met toenemende snelheid.
Als het gas en de vloeistof uit het drukvat naar beneden zijn gespoten, dan zal er geen stuwkracht meer zijn. Op dit moment is de maximumsnelheid van de waterraket bereikt. Hierdoor werken er alleen nog maar negatieve, omlaag gerichte krachten op de waterraket (de zwaartekracht en de luchtwrijving). Hierdoor zal de raket een negatieve, omlaag gerichte versnelling krijgen. De snelheid van de raket zal dus afnemen, totdat deze nul is.
Als de snelheid nul is, dan heeft de raket zijn hoogste punt bereikt. Vanaf dat moment trekt de zwaartekracht de raket terug naar de aarde. Aangezien de raket nu naar beneden vliegt, zal de luchtwrijving nu tegen de zwaartekracht werken. De luchtwrijving werkt namelijk altijd in tegengestelde richting van de snelheid:
{\displaystyle {\vec {F}}_{w}=-{1 \over 2}\rho {\vec {v}}^{2}C_{w}A}.
Tijdens de val bereikt de fles een maximale eindsnelheid (of terminale snelheid). De luchtwrijving wordt namelijk groter, naarmate de snelheid groter wordt, terwijl de zwaartekracht altijd hetzelfde blijft. Als de maximale snelheid bereikt is, dan is de resulterende kracht 0 N (Eerste wet van Newton). Deze kan berekend worden met behulp van:
{\displaystyle v={\sqrt {\frac {2mg}{\rho C_{w}A}}}}.   {\displaystyle {\vec {F}}_{actie}=-{\vec {F}}_{reactie}}
Hierin is:
v = snelheid in meter per seconde (m/s)
m = de massa van de fles in kg
g = valversnelling in m/s² (In Nederland is deze 9,81 m/s²)
p = luchtdichtheid (op zeeniveau ongeveer 1,225 kg/m³)
{\displaystyle C_{w}} = parachute weerstandscoëfficiënt (ca 0,6 bij een raket met een ronde kop)
A = frontale oppervlakte van de waterraket